# Okręg Korpusu Nr VII
Okręg Korpusu Nr VII (OK VII) – okręg wojskowy Wojska Polskiego II RP w latach 1921–1939.

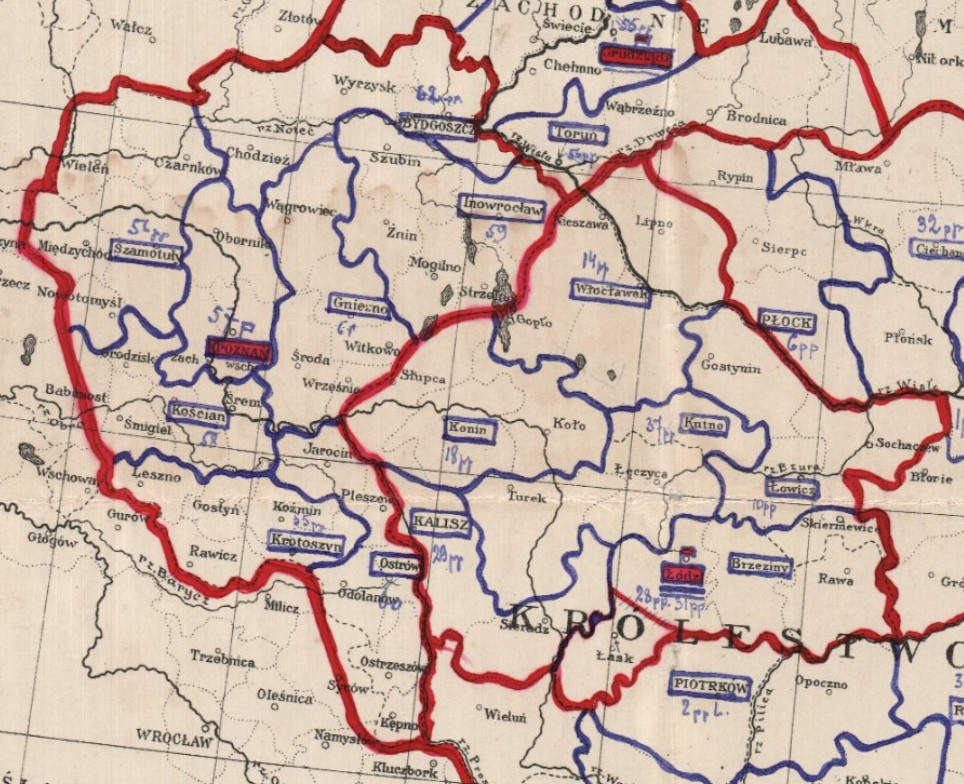
Okręgi Generalne Poznań i Łódź

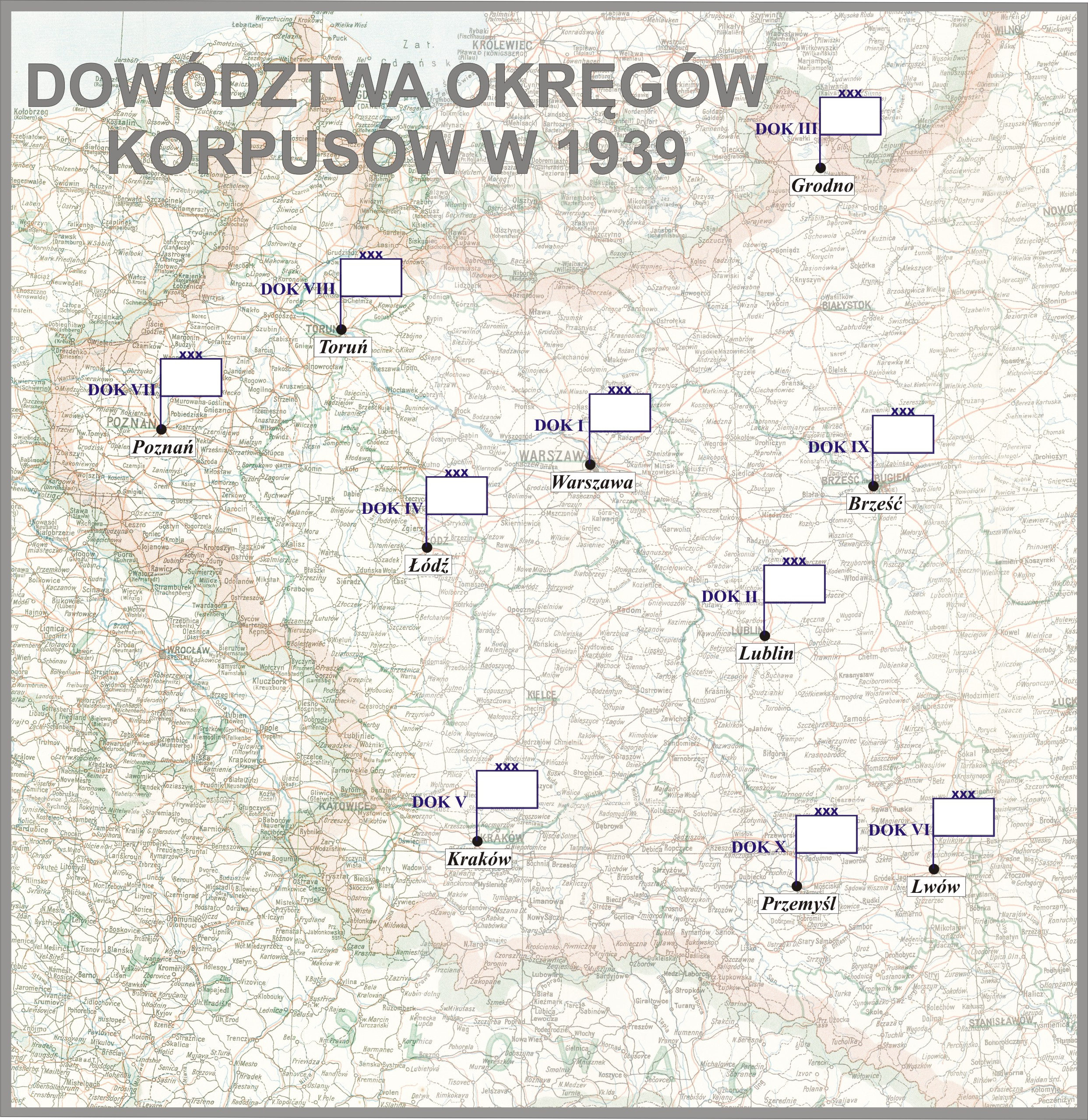
DOK w 1939

## Zasięg terytorialny okręgu w latach 1938–1939
Okręg Korpusu Nr VII obejmował swoim zasięgiem (...)

## Jednostki i instytucje wojskowe na obszarze OK VII

### Dowództwa
- Dowództwo Okręgu Korpusu nr VII w Poznaniu
- Dowództwo 14 Wielkopolskiej Dywizji Piechoty w Poznaniu
- Dowództwo 17 Wielkopolskiej Dywizja Piechoty w Gnieźnie
- Dowództwo 25 Dywizji Piechoty w Kaliszu (1921-1939)
- Dowództwo 3 Dywizji Kawalerii w Poznaniu (1924-1929)
- Dowództwo VII Brygady Jazdy w Poznaniu (1919-1924)
- Dowództwo VII Brygady Kawalerii w Poznaniu (1924-1929)
- Dowództwo Brygady Kawalerii „Poznań” (1929-1939)
- Dowództwo Wielkopolskiej Brygada Kawalerii w Poznaniu (1937-1939)
- Dowództwo 7 Grupy Artylerii w Poznaniu (1929-1939)
- Dowództwo 3 Brygady Saperów w Poznaniu (1929-1934)
- Dowództwo Poznańskiej Brygady Obrony Narodowej w Poznaniu (1939)

### Oddziały i pododdziały broni
- 7 pułk artylerii ciężkiej w Poznaniu na Sołaczu (1921–1939)
- 7 dywizjon artylerii konnej wielkopolskiej w Poznaniu

- 7 pułk saperów wielkopolskich w Poznaniu (1921-1929) → 7 batalion saperów
- 7 batalion saperów w Poznaniu (1929-1939)
- 3 pułk lotniczy w Poznaniu-Ławicy (1921-1939)
- Oddział Służby Lotnictwa w Poznaniu na Sołaczu (1924-1929) → batalion lotnictwa
- batalion lotnictwa w Poznaniu (1929-1932)

- 7 dywizjon samochodowy w Poznaniu (1921-1929) → kadra 7 dywizjonu samochodowego
- kadra 7 dywizjonu samochodowego w Poznaniu (1929-1933) → 1 batalion czołgów i samochodów pancernych
- 1 pułk czołgów w Poznaniu (1930-1931) → 1 pułk pancerny
- 1 pułk pancerny w Poznaniu (1931-1933) → 1 batalion pancerny
- 1 batalion czołgów i samochodów pancernych w Poznaniu (1933-1935) → 1 batalion pancerny
- 1 batalion pancerny w Poznaniu (1935-1939)

- 7 Dywizjon Żandarmerii w Poznaniu (1921-1939)

### Szkoły i jednostki szkolne
- Szkoła Podchorążych Rezerwy Kawalerii Nr 3 przy 3 DK w Śremie (1924-1925) i w Poznaniu-Sołaczu (1925-1926)
- Szkoła Podchorążych Rezerwy Lotnictwa przy Oddziale Służby Lotnictwa i Batalionie Lotnictwa w Poznaniu
- Szkoła Podoficerów Piechoty dla Małoletnich Nr 1 w Koninie
- Korpus Kadetów Nr 3 w Rawiczu

### Służby
Służba zdrowia
- Szpital Główny przy ulicy Królewskiej w Poznaniu (do X 1919)
- Szpital Okręgowy Dowództwa Okręgu Generalnego „Poznań” (do 30 XII 1920)
- Szpital Okręgowy Nr VII przy ulicy Wały Jana III w Poznaniu (do I 1925)
- 7 Szpital Okręgowy przy ulicy Wały Jana III w Poznaniu (1925-1939)

Kierownictwa rejonów sanitarnych zostały utworzone w listopadzie 1921 roku, natomiast ich likwidacja została przeprowadzona w kwietniu 1924 roku.
- Kierownictwo Rejonu Sanitarnego Gniezno
- Kierownictwo Rejonu Sanitarnego Kalisz
- Kierownictwo Rejonu Sanitarnego Poznań
- Szpital Rejonowy Gniezno (1919-1925) → GICh
- Szpital Rejonowy Kalisz w Szczypiornie (1919-1926) → GICh
- Filia w Ostrowie Wlkp. Szpitala Rejonowego Kalisz (1919-1923)
- Szpital Rejonowy Śrem w Lesznie (1920-1924) → GICh
- Zakład Leczniczo-Protezowy dla Inwalidów w Poznaniu (1921-1924)
  - komendant – mjr lek. rez. pow. do sł. czyn. Stanisław Skudro (od V 1924[2])
- Garnizonowa Izba Chorych w Gnieźnie[3]
- Garnizonowa Izba Chorych w Kaliszu (1926-1927)
- Garnizonowa Izba Chorych w Lesznie (1924-1927)

Służba uzupełnień

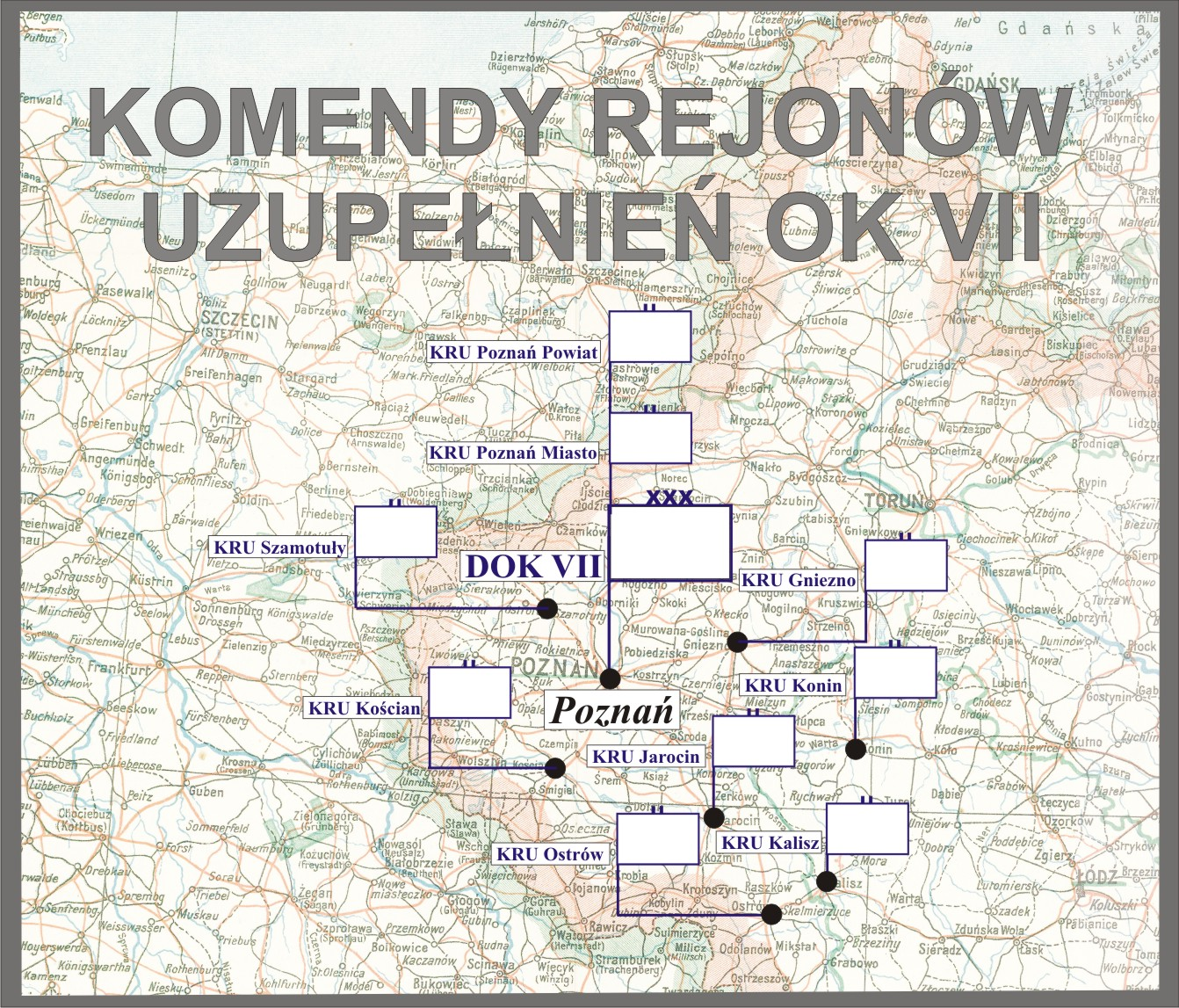
Komendy rejonów uzupełnień DOK VII

- Powiatowa Komenda Uzupełnień Gniezno → KRU Gniezno
- Komenda Rejonu Uzupełnień Gniezno
  - komendant - ppłk piech. Ludwik Eugeniusz Stankiewicz (1932)
- Powiatowa Komenda Uzupełnień Gostyń
- Powiatowa Komenda Uzupełnień Jarocin → KRU Jarocin
- Komenda Rejonu Uzupełnień Jarocin
  - komendant - ppłk dypl. piech. Jan Rudolf Gabryś (od 1 IV 1932)
- Powiatowa Komenda Uzupełnień Kalisz → KRU Kalisz
- Komenda Rejonu Uzupełnień Kalisz
  - komendant - mjr piech. Tadeusz Król (1932)
- Powiatowa Komenda Uzupełnień Konin → KRU Konin
- Komenda Rejonu Uzupełnień Konin
  - komendant - mjr piech. Józef Gajdzica (1932)
- Powiatowa Komenda Uzupełnień Kościan → KRU Kościan
- Komenda Rejonu Uzupełnień Kościan
  - komendant - mjr piech. Aleksander Wojciech Kicia
- Powiatowa Komenda Uzupełnień Ostrów → KRU Ostrów
- Komenda Rejonu Uzupełnień Ostrów Wielkopolski
  - komendant - ppłk piech. Mikołaj Byczkowski (1932)
- Powiatowa Komenda Uzupełnień Poznań Miasto → KRU Poznań Miasto
- Komenda Rejonu Uzupełnień Poznań Miasto
  - komendant - ppłk piech. Stanisław Krzyż (1932)
- Powiatowa Komenda Uzupełnień Poznań Powiat → KRU Poznań Powiat
- Komenda Rejonu Uzupełnień Poznań Powiat
  - komendant - ppłk piech. Antoni Kajetanowicz (1932)
  - komendant - ppłk piech. Franciszek Rataj (1939)
- Powiatowa Komenda Uzupełnień Szamotuły → KRU Szamotuły
- Komenda Rejonu Uzupełnień Szamotuły
  - komendant - ppłk piech. Kazimierz Szcześniak (31 III 1930 - 28 II 1933)

Służba sprawiedliwości
- Wojskowy Sąd Okręgowy Nr VII w Poznaniu
- Prokuratura przy Wojskowym Sądzie Okręgowym w Poznaniu
- Wojskowy Sąd Rejonowy w Poznaniu
- Wojskowy Sąd Rejonowy w Gnieźnie
- Wojskowy Sąd Rejonowy w Kaliszu
- Wojskowe Więzienie Śledcze Nr 7 w Poznaniu przy ulicy Wały Jagiellończyka 7

### Władze lokalne
- Komenda Miasta Poznań
  - komendant miasta - ppłk piech. Adam Marian Sikorski (1932)
  - komendant miasta - ppłk piech. Walerian Feliks Wiśniewski (1939)
- Dowództwo Garnizonu
  - dowódca garnizonu i komendant placu - płk kaw. Bohdan Strubiński (od 1 XII 1920[4])
- Komenda Placu Gniezno
  - komendant placu - płk kaw. Bohdan Strubiński (od 1 XII 1920)
  - komendant placu - mjr piech. Piotr Zabłocki (1932)
- Komenda Placu Kalisz
  - komendant placu - mjr piech. Jan Kąkolewski (1932)
- Komenda Obozu Ćwiczeń „Biedrusko”

- Komenda Placu Leszno